# Iglesia católica en Uruguay

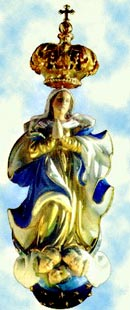
Imagen de la Virgen de los Treinta y Tres, patrona del Uruguay.

La Iglesia católica se encuentra presente en Uruguay; a ella se adscriben aproximadamente el 33% de la población.

## Generalidades
Hay 8 diócesis y la arquidiócesis de Montevideo. El actual arzobispo es Daniel Sturla, nombrado por el papa Francisco el 11 de febrero de 2014.
También están presentes algunas iglesias católicas orientales: la Iglesia católica armenia y la Iglesia Maronita.

## Historia
El proceso de evangelización de Uruguay siguió a la colonización española, iniciada en 1624 con la fundación de Santo Domingo de Soriano por parte de misioneros. Todo ese tiempo, el territorio de la Banda Oriental dependió eclesiásticamente del obispo de Buenos Aires. Los jesuitas realizaron una importante labor, siguiendo el modelo de las reducciones.
La Iglesia católica tuvo un importante papel como institución educadora, varios prohombres uruguayos asistieron a escuelas católicas en una época en la cual no había escuelas públicas. También hubo sacerdotes muy destacados en la época de las gestas independentistas; el presbítero José Benito Monterroso fue secretario del prócer José Gervasio Artigas, y se le atribuye la autoría de muchas frases y pensamientos de Artigas: "libertad civil y religiosa en toda su extensión imaginable".
Montevideo fue erigido en vicariato en 1830, ante el advenimiento de la primera Constitución de Uruguay como país independiente (que institucionalizó a la Iglesia católica como religión oficial). Se convierte en diócesis recién en 1878.
La Constitución de Uruguay de 1918 separó al Estado de la Iglesia, iniciándose una etapa de autonomía religiosa. A partir de ese momento, el catolicismo uruguayo tuvo una historia propia, independiente de los intereses de las clases gobernantes. El relacionamiento entre ambos fue madurando hacia una laicidad positiva y a una colaboración en una diversidad de campos. La Iglesia Católica no se compromete con ningún partido, pero alienta el compromiso político de los laicos católicos. Al mismo tiempo invita a quienes actúan en la política partidaria a conocer a fondo la doctrina social de la Iglesia.
Es de destacar la actuación de la Juventud Obrera Católica como movimiento laico a mediados del siglo XX.
En los años de la dictadura cívico-militar, la Iglesia Católica uruguaya mantuvo un bajo perfil y sirvió de refugio a numerosos perseguidos por el régimen.

## Jurisdicciones de la Iglesia católica en Uruguay
Las jurisdicciones eclesiásticas de la Iglesia católica en Uruguay se encuentran organizadas en una provincia eclesiástica, conformada por una arquidiócesis metropolitana y 8 diócesis, cuyos obispos integran la Conferencia Episcopal del Uruguay. El listado de obispos y jurisdicciones se encuentra actualizado al 29 de agosto de 2021.
Provincia eclesiástica de Montevideo
- Arquidiócesis de Montevideo (arzobispo metropolitano cardenal Daniel Fernando Sturla Berhouet)
  - Diócesis de Canelones (obispo Heriberto Bodeant)
  - Diócesis de Florida (obispo Martín Pablo Pérez Scremini)
  - Diócesis de Maldonado-Punta del Este-Minas (obispo Milton Luis Tróccoli Cebedio)
  - Diócesis de Melo (obispo Pablo Jourdan)
  - Diócesis de Mercedes (obispo Carlos María Collazzi Irazábal)
  - Diócesis de Salto (obispo Arturo Fajardo)
  - Diócesis de San José de Mayo (obispo Edgardo Fabián Antúnez)
  - Diócesis de Tacuarembó (obispo Pedro Ignacio Wolcan Olano)

Inmediatamente sujeta a la Santa Sede
- Exarcado apostólico armenio de América Latina y México (su jurisdicción se extiende sobre toda Latinoamérica, excepto Argentina)(exarca apostólico obispo Pablo León Hakimian, eparca de la eparquía armenia de San Gregorio de Narek en Buenos Aires)

En Uruguay los obispos de la arquidiócesis metropolitana y de las 8 diócesis son ordinarios territoriales de rito latino con jurisdicción propia sobre los fieles de las Iglesias orientales católicas, a excepción de los armenios. Dentro de la arquidiócesis de Montevideo existe la parroquia personal Nuestra Señora del Líbano para los fieles de la Iglesia católica maronita.
Los fieles de la Iglesia greco-católica ucraniana integran las jurisdicciones latinas pero están pastoralmente bajo el cuidado de un visitador apostólico para Uruguay, Paraguay, Chile y Venezuela, que es el eparca de la eparquía ucraniana de Santa María del Patrocinio en Buenos Aires, Daniel Kozelinski Netto.
El clero incardinado en la prelatura de la Santa Cruz y Opus Dei depende del vicario regional de la cuasi-región de Uruguay, presbítero Carlos María González Saracho.
El nuncio apostólico en Uruguay es el arzobispo titular de Taborenta Martin Krebs.

## Órdenes religiosas
Diversos institutos de vida consagrada están presentes en Uruguay. Algunos de ellos llegaron en plena época colonial y participaron en el proceso de colonización del antiguo territorio de la Banda Oriental, si bien su presencia fue intermitente durante cierto tiempo:
- Franciscanos (O.F.M.Cap.), desde 1624[8][9]
- Orden de Predicadores (O.P.), conocidos como los Dominicos, desde 1660[10]
- Compañía de Jesús (S.J.), 1680-1757, 1842-1859 y desde 1872[11]

Cuando Uruguay se constituyó como estado independiente, muchas otras órdenes religiosas fueron llegando a establecerse en la joven nación:
- Sacerdotes del Sagrado Corazón de Jesús de Betharram, conocidos como los "Padres Bayoneses" (S.C.I. di Béth.), desde 1856[12]
- Pía Sociedad de San Francisco de Sales, conocidos como Salesianos de Don Bosco (S.D.B.), desde 1877[13]
- Adoratrices, desde 1885[14]
- Hermanas de la Caridad Cristiana, conocidas también como las "Hermanas Alemanas" (S.C.C.), desde 1885[15]
- Padres Palotinos (S.A.C.), desde 1886[16]
- Hermanos de la Sagrada Familia de Belley (F.S.F.), desde 1889[17]
- Congregación de la Misión, conocidos también como Vicentinos, desde 1892[18]
- Hermanas Capuchinas de la Madre Rubatto (S.C.M.R.), desde 1892[19]
- Hermanas Oblatas de San Francisco de Sales (O.S.F.S.), desde 1896[20]
- Orden de los Carmelitas Descalzos (O.C.D.), desde 1912[21]
- Religiosas Dominicas de la Anunciata, conocidas simplemente como "Las Domínicas" (D.A.), desde 1913[22]
- Orden Marionita Mariamita (O.M.M.), desde 1924[23]
- Misioneros Oblatos de María Inmaculada (O.M.I.), desde 1929[24]
- Orden de San Agustín, conocidos sencillamente como los Agustinos (O.S.A.), desde 1932[25]
- Hermanos del Sagrado Corazón, conocidos como "Corazonistas" (S.C.), desde 1935[26]
- Sacerdotes del Sagrado Corazón de Jesús, conocidos como "Dehonianos" (S.C.I.), desde 1940[27]
- Congregación de la Pasión, conocidos como los Pasionistas (C.P.), desde 1940[28]
- Hermanos de la Instrucción Cristiana de Ploërmel, conocidos como los Menesianos (F.I.C.P.), desde 1951[29]
- Hermanos Cristianos, localmente conocidos por su denominación original Christian Brothers (C.F.C.), desde 1955[30]
- Prelatura de la Santa Cruz y Opus Dei, desde 1956[31]
- Hermanas Hospitalarias del Sagrado Corazón de Jesús (H.S.C.), desde 1961[32]
- Misioneros de San Carlos, conocidos también como Scalabrinianos (C.S.), desde 1970[33]
- Misioneras de la Caridad (M.C.), desde 1991[34]
- Franciscanos Conventuales (O.F.M.Conv.)[35]
- Congregación de los Misioneros Hijos del Inmaculado Corazón de María, más conocidos como los Claretianos (C.M.F.)[36]
- Orden de la Visitación de Santa María, conocidas como las Visitandinas (V.S.M.)
- Hijos de la Divina Providencia (F.D.P.)[37]
- Congregación de los Hermanos Maristas (F.M.S.)[38]
- Hermanos de Nuestra Señora de la Misericordia, conocidos como "Misericordistas" (F.D.M.)[39]
- Pobres Siervos de la Divina Providencia (P.S.D.P.)
- Instituto de las Hijas de María Auxiliadora (F.M.A.)
- Religiosas de Jesús María (R.J.M.)[40]
- Hermanas de Cristo Rey

- Cooperadoras Oblatas Misioneras de la Inmaculada (C.O.M.I.)
- Hijas de la Caridad de San Vicente de Paúl (F.d. C.)
- Hermanas Ursulinas Hijas de María Inmaculada (O.F.M.I.)

## Religiosos católicos uruguayos destacados
- Pbro. Dámaso Antonio Larrañaga (1771–1848), naturalista, fundador de la primera biblioteca pública de Montevideo, primer vicario apostólico del Uruguay
- Pbro. Juan Francisco Larrobla (1775–1842), teólogo y patriota, redactor de la Declaratoria de la Independencia
- Pbro. José Benito Monterroso (1780–1838), secretario del héroe nacional José Artigas
- Pbro. José Benito Lamas (1787–1857), patriota y preceptor
- Pbro. Manuel Barreiro (1787–1838), patriota y constituyente
- Pbro. Lorenzo Antonio Fernández (1792–1852), constituyente y rector de la Universidad de la República
- Beato Mons. Jacinto Vera (1813–1881), primer obispo de Montevideo
- Santa Hna. Francisca Rubatto (1844–1905), S.C.M.R.
- Mons. Mariano Soler (1846–1908), primer arzobispo de Montevideo
- Mons. Antonio María Barbieri, OFM Cap (1892–1979), primer cardenal uruguayo
- Mons. Carlos Parteli, (1910-1999) arzobispo de Montevideo, presidente de la Comisión de Paz de la Conferencia de Medellín.
- Padre Juan Luis Segundo, S.J. (1925–1996), teólogo de la liberación
- Siervo de Dios Pbro. Rubén Isidro Alonso, S.D.B. (1929-1992), cura en barrio marginal
- Padre Juan José Villegas Mañé, S.J. (1931-2007), doctor en historia de la iglesia, especializado en América Latina y el Uruguay
- Pbro. Paul Dabezies (1940-2021), teólogo, activista por los derechos humanos.